# Catarul (roman)
Catarul (titlul original în poloneză Katar) este un roman polițist științifico-fantastic al scriitorului polonez Stanisław Lem, publicat în 1976. A fost publicat pentru prima dată de editura Wydawnictwo Literackie⁠(d) (WL) din Cracovia. Intervenția lui Lem asupra genului ficțiune de mister (cu detectivi) a adus multe elemente netradiționale. Cititorul este îndemnat nu doar să ia în considere diferiți suspecți ca posibili vinovați într-o serie de crime, dar trebuie să se gândească și la posibilitatea ca totul să fie pur întâmplător (de unde și titlul în limba engleză - The Chain of Chance, Lanțul întâmplării). În acest fel, legile naturale ale probabilității și teoria haosului joacă rolul suspecților și personajelor dintr-un mister de crimă, împrumutând romanului elemente de science fiction. Ideea filozofică de dedesubt este exploatată de Lem în eseul său amplu Filozofia przypadku. Literatura w świetle empirii (Filosofia cazului. Literatura în lumina empirismului).

## Rezumat
Un fost astronaut american este angajat de o agenție de detectivi pentru a ajuta la investigarea unui caz de decese misterioase. Mai multe victime au înnebunit și s-au sinucis în timpul vacanței lor în diferite stațiuni balneare din Napoli, aparent fără niciun motiv. Datorită anumitor asemănări între circumstanțele morților și profilurile victimelor, cazul este presupus a fi o crimă în serie prin otrăvire, deși nu este niciodată sigur ce legătură reală există între victime (dacă există).
În timpul anchetei, devine evident că anumite substanțe chimice nevinovate pot fi combinate într-un depresor puternic, un fel de armă chimică. Eroul îi experimentează efectele, dar pregătirea lui îl ajută să supraviețuiască și să rezolve cazul. El descoperă sursele industriale ale substanțelor chimice și demonstrează cum reacții chimice întâmplătoare au dus la șirul de decese.

## Comentarii
Unul dintre compușii chimici implicați în amestecul mortal provine dintr-un medicament antialergic, pe care eroul îl ia pentru rinita alergică, de unde și titlul original al romanului, Catarul.
În comparație cu celălalt roman de mister al lui Lem, Ancheta, Lem însuși notează că acesta din urmă este destul de exagerat, în timp ce povestea din Katar este mai credibilă.

## Traduceri
În limba germană a fost tradus în 1977 ca Der Schnupfen și publicat de Volk und Welt. Prima traducere în limba engleză, The Chain of Chance, a apărut în octombrie 1978 la editura Secker & Warburg (traducător Louis Iribarne). În 1979, romanul (tradus ca Le Rhume în franceză) a primit premiul literar francez Grand Prix de Littérature Policière⁠(d) la categoria Internațională. În limba neerlandeză a apărut în 1980, la editura Luitingh, sub titlul Keten van Kansen (traducător Lisetta Stembor). În 1998, a fost tradus în limba română de Mihai Mitu și publicat de Editura Nemira în Colecția Nautilus. A fost republicat în limba română la 1 august 2014. În 2020, a fost tradus în limba italiană ca Febbre da fieno tradus de Lorenzo Pompeo⁠(it)[traduceți].